# Sata Ineko

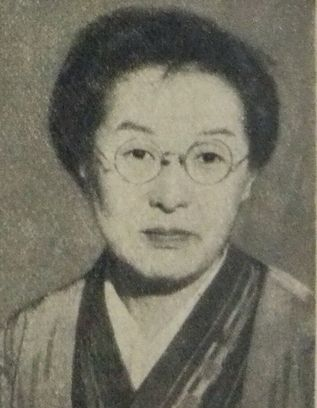
Ineko Sata

Sata Ineko (japanisch 佐多 稲子, auch: Kubokawa Ineko (窪川 稲子) und Tajima Ine (田島 いね), eigentlich: Sata Ine (佐多 イネ); * 1. Juni 1904 in Nagasaki; † 12. Oktober 1998) war eine japanische Schriftstellerin.

## Leben
Zum Zeitpunkt ihrer Geburt waren beide Eltern Schüler, wodurch die Eintragung ins Koseki einen komplizierten Verlauf nahm. Bereits 1911 verlor sie ihre Mutter. Vor dem Abschluss der Grundschule ging sie mit ihrem Vater und der Großmutter nach Tokio, wo sie in einer Bonbonfabrik arbeitete. Die Erfahrungen dieser Zeit verarbeitete sie später im Werk Kyarameru-kōba kara (Aus der Bonbonfabrik), mit dem sie den Durchbruch schaffte. Danach übernahm sie verschiedene Anstellungen (Kellnerin, Verkäuferin).
Nachdem ihre erste Ehe fehlgeschlagen war, arbeitete sie in einem Café in Hongō (Tokio), machte die Bekanntschaft mit Nakano Shigeharu und Hori Tatsuo, die an der Zeitschrift Roba (Esel) mitwirkten, und begann zu schreiben. Sie heiratete 1926 Kubokawa Tsurujirō, der ebenfalls Mitwirkender bei Roba war. Daher veröffentlichte sie ihre Werke zuerst unter dem Namen Kubokawa Ineko. 1928 veröffentlichte sie Aus der Bonbonfabrik und wurde als neue Autorin proletarischer Literatur anerkannt. Sie beteiligte sich auch an der Herausgabe der Zeitschrift Hataraku Fujin (Arbeitende Frau).
Als die proletarische Literaturbewegung wegen der Unterdrückung stagnierte und sie sich ihrem Ehemann entfremdete, verfasste sie Kurenai (Scharlachrot, 1936), in dem sie auch eigene Probleme als Frau in einer von Männern bestimmten Welt nachzeichnete. Aber mit der Verschärfung des Krieges wurde es zu einem Problem, dass sie auf ihrer Haltung des Widerstands gegen Autorität bestand, und es kam dazu, dass sie vom Zeitgeist beeinflusst wurde. Das beinhaltete auch Besuche an der Front, und sie verfasste Werke, die mit dem Zeitgeist übereinstimmten. Einige dieser Texte wurden später nicht in die Gesamtausgabe aufgenommen.
Nach dem Krieg trennte sie sich von Kubokawa und machte Sata Ineko zu ihrem Schriftstellernamen. Da ihre Tätigkeit während der Kriegszeit in Frage gestellt wurde, war sie bei der Gründung der Literaturgesellschaft Neues Japan　keine Stifterin, übernahm aber von Beginn an eine aktive Rolle.
Außerdem bemühte sie sich gemeinsam mit Leuten wie Miyamoto Yuriko bei der Gründung der Demokratischen Frauenvereinigung und leistete einen Beitrag zur Demokratisierung nach dem Krieg. Aber sie litt unter der Beziehung zur Kommunistischen Partei Japans, beispielsweise durch das 1950-Problem und durch die Verschlechterung der Beziehungen zwischen der sowjetischen und japanischen Partei, was schließlich zu ihrem Ausschluss führte. In ihrem Œuvre gibt es Werke wie Watashi no Tōkyō Chizu (Meine Karte von Tokio, 1946) und Haguruma (Zahnräder, 1958), die ihre Erfahrungen und Tätigkeiten vor dem Krieg beschreiben, aber auch zahlreiche Werke wie Yoru no Kioku (Erinnerung der Nacht, 1955), Keiryū (Gebirgsbach, 1963) oder Sozō (Die Plastik, 1966), die entsprechend ihrer Erlebnisse die näheren Umstände der Kommunistischen Partei nach dem Krieg beschreiben.
Außer den Werken, die ihre eigenen Erfahrungen als Material haben, schilderte sie häufig die unterschiedlichen Probleme der Frauen nach dem Krieg, was in Frauenzeitschriften oder Wochenzeitungen fortlaufend veröffentlicht wurde und auch als Film oder Fernsehserie erschien.
Sie nahm auch aktiv an sozialen Tätigkeiten teil und spielte eine wichtige Rolle bei der Hilfe für die Angeklagten des Matsukawa-Zwischenfalls. Bis ins hohe Alter nahm dieses Engagement nicht ab, und sie setzte auch ihre sozialen Äußerungen fort.

## Auszeichnungen
- 1963 für Herberge der Frauen (Onna no Yado) den 2. Frauenliteraturpreis
- 1972 für Baumschatten (Juei) den 25. Noma-Literaturpreis
- 1976 für In der Zeit stehenbleiben 11 (Toki ni tatsu 11) den 3. Kawabata-Yasunari-Literaturpreis
- 1983 für Zeichen des Sommers (Natsu no Shiori) den 25. Mainichi-Kunstpreis
- 1983 für ihre langjährige Tätigkeit als Schriftstellerin und ihren Beitrag zur Gegenwartsliteratur den Asahi-Preis
- 1985 für Festmahl des Mondes (Tsuki no En) den 37. Yomiuri-Literaturpreis (Essay, Reisebericht)

## Übersetzungen ihrer Werke
- Sata, Ineko: Scharlachrot. Iudicium, München 1990. ISBN 3-89129-303-8
- Sata, Ineko: Ihr eigenes Herz. In: Yoshida-Krafft, Barbara (Hrsg.): Frauen in Japan. DTV, München 1989. ISBN 3-423-11039-2
- Sata, Ineko: Früher oder später. In: Eisenhofer-Halim, Hannelore & Pörtner, Peter (Hrsg.): Verführerischer Adlerfarn. Konkursbuchverlag, Tübingen 1999. ISBN 3-88769-077-X

## Zitate
„Die Mädchen standen bei ihrer Arbeit den geschlagenen Tag lang auf dem gedielten Boden. Bis sie sich eingewöhnt hatten, schleppten sie die Beine nach wie steife Stöcke; sie litten unter Atembeklemmung, bekamen Schwindelanfälle. Manche auch waren, wenn es Abend wurde, so durchgefroren, daß sie sich vor Bauschmerzen krümmten. Alle hatten sie sich Leibbinden umgeschlungen und trugen, fest zusammengeschnürt, Vaters alte Unterhosen.“